# Domonkos István (pap)
Domonkos István (Újváros (Győr), 1862. augusztus 19. – Nyúlfalu, 1923. augusztus 9.) római katolikus pap, író, költő, nyelvész.

## Élete
Domonkos Ferenc kocsmáros és Retztzer Katalin fia. Középiskolai tanulmányait Győrött és Nagyszombatban, a teológiát Győrött végezte. 1889-ben pappá szentelték. Segédlelkész, illetve plébános volt Mihályiban, Bágyogon, Rábatamásiban, Dörben és 1905-től Nyúlon. 1906-tól a péri kerület tanfelügyelője lett.
Először vallásos tárgyú műveket fordított. Nyelvészeti, néprajzi és a falu mindennapjaira irányuló figyelme tükröződött 1890-től nyomon követhető szépirodalmi alkotásaiban is. A századfordulótól kezdve rendszeresen jelentek meg elbeszélései, melyekben győri gyermekéveit és családját is megörökítette.
1908-ban alapító tagja volt a Kisfaludy Irodalmi Körnek, 1915-ben tagja lett a Szent István Akadémiának is.

## Emlékezete
- 1927-ben a nyúli plébánia falán fehér márványtáblát helyeztek el az emlékére.

## Művei
- Versikék (Győr, 1901)
- Bogár Böske, vagy Ne játszál a szerencséddel (1892, 2. kiadás: Budapest, 1899)
- Wetzel, Franz Xaver:  Az asszony. Fordította és átdolgozta. (Budapest, 1901)
- Wetzel, Franz Xaver: A férfi. Fordította és átdolgozta. (Budapest, 1901)
- Wetzel, Franz Xaver: A hívek apostolkodása. Fordította és átdolgozta. (Budapest, 1901)
- Wetzel, Franz Xaver: Okoskodások. Fordította és átdolgozta. (Budapest, 1902)
- Az élet hullámain (Budapest, 1903)
- Pásztorjáték (Budapest, 1904, későbbi kiadás: Budapest, 1911)
- Barázdák a szántóföldön (Budapest, 1905)
- A nyitravidéki nyelvjárás. Magyar Nyelvőr 34, 40-43 (1905).[4]
- Az én híveim (Győr, 1906)
- Szellő Margit (Győr, 1909)
- Monológok leányoknak (Győr, 1909)
- Testvérek (Győr, 1910)
- Zichy Nándor gróf élete (Budapest, 1912)
- Atyámfiai (Budapest, 1914)
- A harcos levele falujához (Budapest, 1914)
- A lisieuxi kis Teréz nővér története: egy kis fehér virág tavaszának története. Sajtó alá rendezte [és fordította]. (2. bővített kiadás: Budapest, 1914)
- Szentföldi zarándokút. 1914. június 27–augusztus 4. (Győr, 1915)
- A muszka pipa (elbeszélések, Budapest, 1916, 2. kiadás: Győr, 1917)
- A kard joga s a többi (elbeszélések, Szombathely, 1917)
- A „Betlehemjárás” könyve (Budapest)